# SC-SA-3
La SC-SA-3 es una carretera perteneciente a la Red de Carreteras Sin Clasificar de la Junta de Castilla y León. Se trata de un antiguo tramo de la  N-630 , el cual pasó a tener la consideración de carretera local al construirse la variante que lo reemplazó, y que fue renombrado como  SA-121 . En el Plan de carreteras 2002 - 2007 de la Junta de Castilla y León se le retiró dicha denominación adoptando posteriormente la denominación actual.

## Origen y Destino
La carretera  SC-SA-3  transcurre íntegramente por el término municipal de La Maya, iniciándose en la intersección con la carretera  N-630 , y finalizando en la intersección con la carretera  DSA-133 , formando parte de la Red de carreteras de Salamanca.